# Лотошинський міський округ
Лотошинський район — адміністративно-територіальна одиниця і муніципальне утворення на північному заході Московської області Росії.
Адміністративний центр — робітниче селище Лотошино.

## Географія

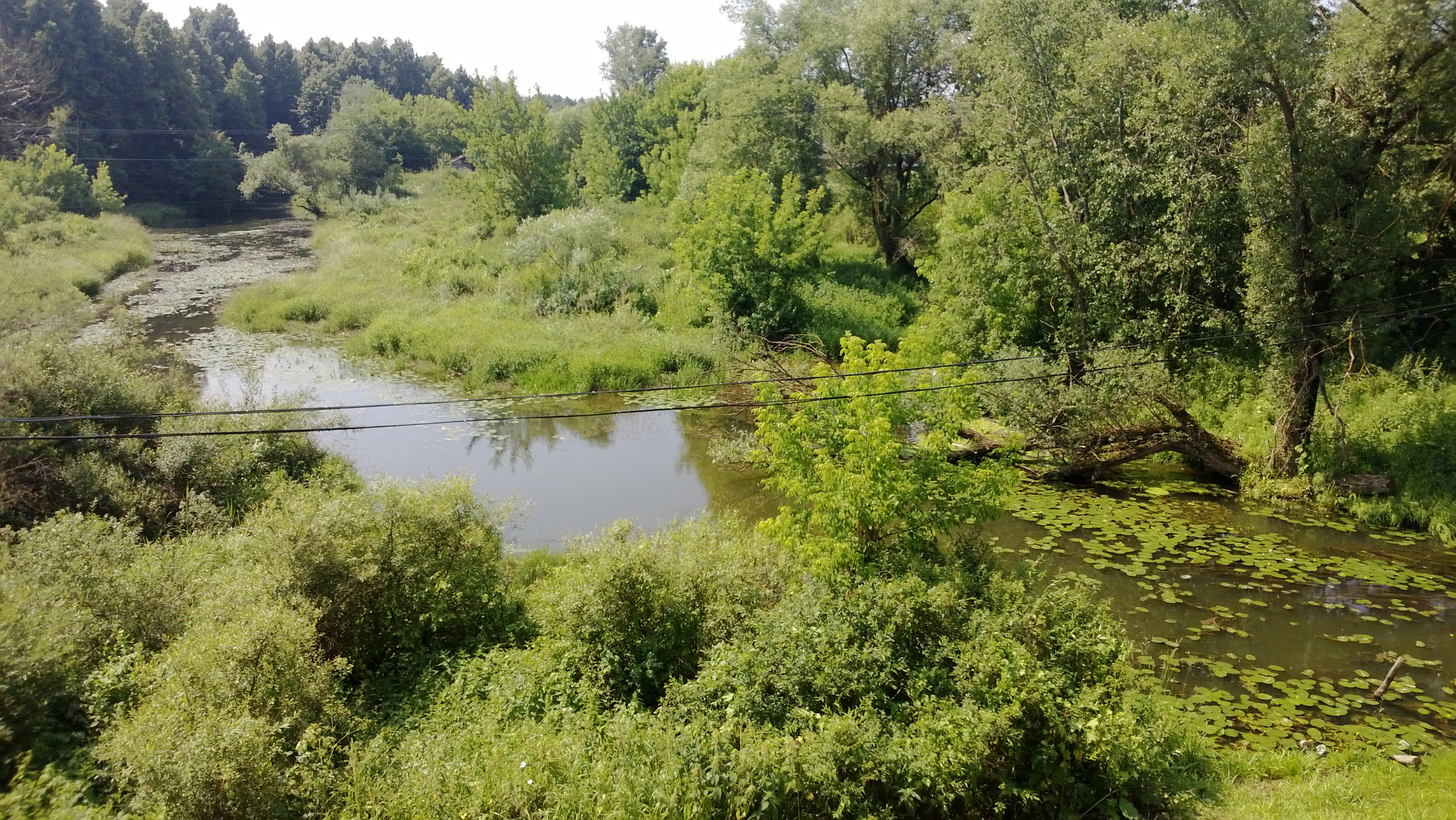
Річка Лобь, селище Лотошіно

Площа території району становить 97 957 га (979,57 км²), ліси займають близько 40 % цієї площі і віднесені до лісів 1-ї групи, виконуючи санітарно-гігієнічну, рекреаційну  і водоохоронну функції. Район розташований на Волго-Шошинській низовині.
Межує з Шаховським, Волоколамським, Клинським районами Московської області, Конаковським, Калінінським, Старицьким і Зубцовським районами Тверської області.

## Економіка
В економіці району переважає аграрний сектор, основною спеціалізацією господарств є виробництво молока. ВАТ «Радгосп ім. Кірова», крім того, є одним з найбільших виробників м'яса в області. Рибницьке господарство ЗАТ «Рибкомбінат „Лятошинський“» із загальною площею ставків понад 1300 га в 2007 році поставив в торговельну мережу Москви і декількох міст Підмосков'я 320 тонн живої риби.